# Elephant Boy (serie televisiva)
Elephant Boy è una serie televisiva del 1973 trasmessa dal canale Tyne Tees.